# Харке, Даниэль
Даниэ́ль Ха́рке Гонса́лес (исп. Daniel Jarque González, 1 января 1983, Барселона — 8 августа 2009, Флоренция, Италия) — испанский футболист, защитник. Выступал за клуб «Эспаньол».

## Карьера
Воспитанник футбольного клуба «Эспаньол». Даниэль дебютировал 20 октября 2002 года в матче против «Рекреативо» в сезоне 2002/03.

## Достижения
- Финалист Кубка УЕФА: 2006/07
- Обладатель Кубка Испании: 2006
- Победитель юношеского чемпионата Европы: 2002

## Смерть
Игрок находился во Флоренции, где команда готовилась к товарищескому матчу с «Болоньей». У него случился сердечный приступ во время разговора по телефону с подругой.
Футболист был без сознания, когда его нашёл партнёр по команде, но спасти жизнь Харке в реанимации больницы уже не смогли.
Причина сердечного приступа не установлена. Накануне Харке провёл тренировку в рамках подготовки к предстоящему матчу, и его состояние здоровья не вызывало подозрений.

## Память
- В финальном матче чемпионата мира 2010 победный мяч Андрес Иньеста посвятил памяти Даниэля: забив гол, Иньеста снял футболку, показав телекамерам надпись на майке: «Дани Харке всегда с нами» (исп. Dani Jarque siempre con nosotros).
- 18 декабря 2010 года на матче «Эспаньол» — «Барселона» президент «Барселоны» Сандро Розель и Андрес Иньеста подарили «Эспаньолу» футболку, в которой Иньеста забил победный гол в финале чемпионата мира[4].
- На 21-й минуте любого домашнего матча Эспаньола все зрители встают и аплодируют в честь Дани Харке, игравшего под 21 номером.
- Футболка под номером 21 была изъята из обращения после смерти Дани Харке, а номер закреплён за ним. Однако в сезоне 2016/2017 клуб изменил правила: воспитанник клуба, который пробьётся в первую команду, получит право играть под 21-м номером.